# Ashley Tisdale
Ashley Michelle Tisdale, född 2 juli 1985 i Monmouth County i New Jersey, är en amerikansk skådespelerska och sångerska.
Tisdale upptäcktes av en agent i ett köpcentrum när hon var tre år gammal och började jobba som fotomodell i New York för modellagenturen Ford tillsammans med Lindsay Lohan och Mischa Barton. I Disney Channel-serien Zacks & Codys ljuva hotelliv spelar hon Maddie Fitzpatrick mot Brenda Song, Dylan och Cole Sprouse, Kim Rhodes och Phill Lewis. Serien lades ner 2008. Hon spelar också den elaka Sharpay Evans i High School Musical-filmerna som gjorde succé över hela världen. 2008 kom premiären på Picture This där Ashley spelar Mandy, den impopulära flickan. Hon har även huvudrollen i filmen Aliens in the Attic, som handlar om en grupp ungdomar som måste försvara sitt semesterhus mot rymdvarelser. 2011 spelade hon huvudrollen i filmen Sharpay's Fabulous Adventure, en spinoff på High School Musical-serien och handlar om vad som hände med Sharpay Evans efter High School Musical 3.

## Privatliv
Tisdale föddes i Monmouth County i New Jersey. Hennes föräldrar heter Lisa och Mike Tisdale. Hennes äldre syster, Jennifer Tisdale, är även hon skådespelerska och modell. Tisdales mor är av judiskt ursprung. Hennes morfar är Arnold Morris, utvecklaren till Ginsu Knives. Vidare är hon släkt med affärsmannen Ron Popeil. Tisdale upptäcktes av sin nuvarande manager Bill Perlman i South Shores Mall.
När hon var åtta år gammal fick hon en huvudroll i Broadwaymusikalen Les Misérables och turnerade senare även internationellt med ensemblen till Annie. Tisdale startade sin skådespelarkarriär med ett framträdande i Gypsy.
År 2014 gifte sig Tisdale med sångaren Christopher French.

## Karriär

### Tidig karriär
I slutet av 1990-talet gjorde Tisdale ett antal gästframträdande i serier som The George Lopez Show, Smart Guy, Sjunde himlen, Grounded for Life, Boston Public, Strong Medicine, Förhäxad  och Beverly Hills 90210. Ashley hade en liten roll i filmen Donnie Darko från 2001, och gjorde ett gästframträdande i The Amanda Show samma år. Hon hade även en återkommande roll i serierna The Hughleys och Still Standing.

### 2005-2008
År 2005 fick Tisdale rollen som Maddie Fitzpatrick i serien Zacks & Codys ljuva hotelliv efter att ha provspelat för rollerna Maddie Fitzpatrick och London Tipton. Serien blev mer och mer populär vilket gjorde att Ashley blev mer eftertraktad av Disney Channel. Därefter fick hon bland annat en röstroll i Whisper of the Heart.
Tisdale blev även tilldelad rollen som Sharpay Evans i High School Musical. Rollen krävde att Ashley skulle framföra ett antal sånger, bland annat sångerna What I've Been Looking For", "Bop to the Top", och "We're All in This Together". Dessa tre sånger hamnade på Billboard Hot 100. Tisdale blev även den första kvinnan att debutera med två sånger samtidigt på Billboard-listan.
Efter framgångarna på Billboard-listorna spelade Ashley in en coverversion av låten "Some Day My Prince Will Come" tillsammans med Drew Seeley. Låten hamnade på DisneyMania-albumet. 
Under 2006 medverkade Ashley i Disneys spelprogram Disney Channel Games 2006, där hon var kapten för det Gröna laget. Hon var även med i två avsnitt av MTV-serien Punk'd samma år.
Tisdale försökte få rollen som Erin i Final Destination 3, men blev nekad. Rollen gick istället till skådespelerskan Alexz Johnson.
Ashley medverkade under hösten 2006 i en världsturné tillsammans med de övriga skådespelarna i High School Musical. På turnén framförde hon sånger från HSM-soundtracket, men även låtar från sitt debutalbum, som lanserades under 2007. Samma år släpptes även en DVD och livealbumet, High School Musical: The Concert.
I Ashleys avtal med Degree ingick det att hon skulle spela in covers av gamla 1980- och 1990-talshits. Några låtar som hon har spelat in är "I Wanna Dance with Somebody (Who Loves Me)", "Never Gonna Give You Up", "Time After Time", "Heaven is a Place on Earth" och "Too Many Walls". Tisdale spelade även in låten "Shadows of the Night" för att marknadsföra sin film Picture This.
Under 2008 medverkade Tisdale för tredje gången som Sharpay Evans i filmen High School Musical 3: Senior Year, där hon även sjunger på filmens soundtrack. Låtar som hon framför är bland annat "I Want It All" och "A Night to Remember". Tisdale sjunger det mesta i låten "I Want It All", vilken fick mottag mycket beröm från Billboard.
Tisdale presenterade även ett pris under MTV Video Music Awards 2008 tillsammans med de övriga skådespelarna i High School Musical 3: Senior Year.

### 2009- framtida projekt
Tisdales andra soloalbum, Guilty Pleasure, lanserades den 16 september 2009. Tisdale började arbeta med albumet i början av 2008, och i april samma år började hon spela in ett flertal till skivan. Tisdale anser att skivan är mer åt det rockiga hållet. Albumets första singel, "It's Alright, It's OK", lanserades den 14 april 2009 i USA. Andra singeln, "Crank It Up", lanserades i september.
Tisdale medverkade i 20th Century Foxs film Aliens in the Attic (förut känd som They Came from Upstairs) tillsammans med Robert Hoffman och Carter Jenkins. I filmen spelar Tisdale Bethany Pearson. Under 2009 kommer hon även göra gästinhopp som Maddie Fitzpatrick i The Suite Life on Deck. Tisdale kommer även att producera två projekt med sitt produktionsbolag Blondie Girl Productions. Tisdale har skrivit under ett kontrakt med FremantleMedia för att producera en realityshow. Tisdale har även lämnat Gersh Agency och blivit medlem i Creative Artists Agency. Tisdale har, tillsammans med Jessica Horowitz, börjat samarbeta för att skapa en animerad serie; After Midnight, vilken för tillfället[när?] väntar på distribution.

## Musikinfluenser
Tisdale är mezzosopran. Hennes musik är övervägande tonårspop, men kan även inkluderas i genrer som danspop, ballader och R&B. Hon har meddelat att hon har gått mer åt det poprockiga hållet med sitt andra album, vilket är en skillnad mot hennes tidigare produktioner. Tisdale har skrivit fyra låtar på sitt debutalbum, bland annat "Not Like That" och "Suddenly". Hon har även varit med i framställandet av ett flertal av låtarna på albumet Guilty Pleasure.
Hennes musikinfluenser finns att hämta hos artister såsom Mariah Carey, Elton John, Christina Aguilera, Britney Spears och många 1980-talssånger. I en intervju med AOL.com, har Tisdale sagt att hon har varit ett stort fan till Pink sedan hon började, och att hon älskar Katy Perrys känsla för humor och hennes rockiga känsla.

## Produkter
I oktober 2007 skrev Tisdale på ett reklamkontrakt med Eckō Red Clothing, vilket innebar att hon skulle turnera bland olika köpcentrum i runt om i USA. Tisdale skulle även fungera som en taleskvinna för företaget. 2008 skapade Tisdale tillsammans med Huckleberry Toys en docka av sig själv i en begränsad upplaga. Dockan tillverkades av Huckleberry Toys och kom med en klädsel från en av hennes musikvideor. Hon medverkade även i en reklamfilm för Toys "R" Us, T-Mobile, och i en kampanj för Staples, Inc.s "Geared 4 School" lotteri. Tisdale har även varit ansiktet för Degree Girl i USA och spelade då in ett flertal låtar för att marknadsföra produkten. Hon gjorde covers på ett flertal populära 1980-talssånger. Under 2009 skrev Tisdale på ett femårs-kontrakt med ett italienskt klädesföretag, Puerco Espin, för att bli deras nya ansikte utåt.

## Filmografi

### Filmer
| År   | Titel                                         | Roll                 | Övrigt                                                |
| ---- | --------------------------------------------- | -------------------- | ----------------------------------------------------- |
| 1998 | A Bug's Life                                  | Lead Blueberry Scout | Röst                                                  |
| 2001 | Donnie Darko                                  | Kim                  | Kort framträdande                                     |
| 2001 | Nathan's Choice                               | Stephanie            | Gjord för television                                  |
| 2002 | The Mayor of Oyster Bay                       | Nicole               | Gjord för television                                  |
| 2006 | High School Musical                           | Sharpay Evans        | Gjord för television (Disney Channel)                 |
| 2006 | Whisper of the Heart                          | Yuko Harada          | Röst                                                  |
| 2007 | High School Musical 2                         | Sharpay Evans        | Gjord för television (Disney Channel)                 |
| 2007 | Bring It On: In It to Win It                  | Sig själv            | Direkt till DVD                                       |
| 2008 | Picture This                                  | Mandy Gilbert        | Gjord för television (ABC Family). Executive producer |
| 2008 | High School Musical 3: Senior Year            | Sharpay Evans        | Post-Production                                       |
| 2009 | Aliens in the Attic                           | Bethany Pearson      | Post-Production                                       |
| 2009 | Teen Witch                                    | Louise Miller        | Spekuleras sharpays fabulous adventure                |
| 2011 | Phineas and Ferb: Across the Second Dimension | Candace Flynn        | Röst, gjord för television (Disney Channel)           |
| 2011 | Sharpay's fabulous adventure                  | Sharpay Evans        | Huvudroll                                             |

### Television
| År        | Titel                        | Roll               | Övrigt                                                                |
| --------- | ---------------------------- | ------------------ | --------------------------------------------------------------------- |
| 2005—2008 | Zacks & Codys ljuva hotelliv | Maddie Fitzpatrick | Huvudroll                                                             |
| 2007      | Kim Possible                 | Camille Leon       | Röst / Återkommande roll                                              |
| 2007—     | Phineas and Ferb             | Candace Flynn      | Röst                                                                  |
| 2012      | Sons of Anarchy              | Emma Jean          | "Sovereign" (Säsong 5, avsnitt 1) "Laying Pipe" (Säsong 5, avsnitt 3) |

### Övrig medverkan
| År   | Titel                     | Roll               | Övrigt           |
| ---- | ------------------------- | ------------------ | ---------------- |
| 1997 | Sjunde Himlen             | Janice             |                  |
| 1997 | Smart Guy                 | Amy                |                  |
| 2000 | Boston Public             | Carol Prader       |                  |
| 2000 | Movie Stars               | Kvinnlig student   |                  |
| 2000 | The Geena Davis Show      | Tracy              |                  |
| 2000 | The Amanda Show           | Fan nummer 1       |                  |
| 2000 | Beverly Hills 90210       | Nicole Jungquist   |                  |
| 2001 | Förhäxad                  | Runaway Teen       |                  |
| 2001 | Once and Again            | Marni              |                  |
| 2001 | Bette                     | Jessica            |                  |
| 2001 | Kate Brasher              | Winona             |                  |
| 2002 | The Hughleys              | Stephanie          | 3 avsnitt        |
| 2002 | Malcolm in the Middle     | Tjej               |                  |
| 2003 | Still Standing            | Bonnie             | 4 avsnitt        |
| 2003 | Grounded for Life         | Leah               |                  |
| 2004 | The George Lopez Show     | Oliva              |                  |
| 2006 | Punk'd                    | Sig själv          | 2 avsnitt        |
| 2006 | Disney Channel Games 2006 | Sig själv          |                  |
| 2007 | Kim Possible              | Camille Leon       | 3 avsnitt (röst) |
| 2007 | Hannah Montana            | Maddie Fitzpatrick |                  |
| 2007 | The Game Plan             | Maddie Fitzpatrick |                  |
| 2007 | Disney Channel Games 2007 | Sig själv          |                  |
| 2007 | Total Request Live        | Sig själv          | 5 avsnitt        |
| 2008 | Phineas and Ferb          | Candece            | Alla avsnitt     |
| 2008 | The Suite Life On Deck    | Maddie Fitzpatrick | Gästroll         |
| 2008 | Studio DC: Almost Live    | Sig själv          | Disneyspecial    |
| 2010 | The Cleveland Show        | Lacey Stapleton    | röstroll         |
| 2010 | Glenn Martin, DDS         |                    | röstroll         |
| 2010 | Hellcats                  | Savannah Monroe    | Huvudroll        |

## Diskografi

### Studioalbum

#### Headstrong(2007)
Albumet debuterade på plats 5 på Billboard 200, och såldes i över 64 000 kopior under första veckan
Låtar på albumet
1. "Intro" (Jack D. Elliot) — 1:09
2. "So Much for You" (Adam Longlands, Lauren Christy, Scott Spock, Graham Edwards) — 3:05
3. "He Said She Said" (Jonathan Rotem, Evan "Kidd" Bogart, Ryan Tedder) — 3:08
4. "Be Good to Me (feat. David Jassy)" (Kara DioGuardi, David Jassy, Joacim Persson, Niclas Molinder) — 3:33
5. "Not Like That" (Ashley Tisdale, Joacim Persson, Niclas Molinder, Pelle Ankarberg, David Jassy) — 3:01
6. "Unlove You" (Guy Roche, Shelly Peiken, Sarah Hudson) — 3:29
7. "Positivity" (Guy Roche, Shelly Peiken, Samantha Jade)) — 3:44
8. "Love Me for Me" (Diane Warren) — 3:45
9. "Goin' Crazy" (Joacim Persson, Niclas Molinder, Pelle Ankarberg, Celetia Martin) — 3:09
10. "Over It" (Ashley Tisdale, Bryan Todd, Michael "Smidi" Smith) — 2:54
11. "Don't Touch (The Zoom Sång)" (Adam Anders, Nikki Hassman, Rasmus Bille Bahncke, Rene Tromborg) — 3:11
12. "We'll Be Together" (Shelly Peiken) — 4:00
13. "Headstrong" (Adam Longlands, Lauren Christy, Scott Spock, Graham Edwuards) — 3:11
14. "Suddenly" (Ashley Tisdale, Janice Robinson) — 3:39

(På singeln "Suddenly" medverkar bonuslåtarna "Who I am" och "It's Life ifrån albumet)

#### Guilty Pleasure(2009)
1. "Acting Out"
2. "It's Alright, It's OK"
3. "Masquerade"
4. "Overrated"
5. "Hot Mess"
6. "How Do You Love Someone"
7. "Tell Me Lies"
8. "What If"
9. "Erase & Rewind"
10. "Hair"
11. "Delete You"
12. "Me Without You"
13. "Crank It Up"
14. "Switch"

Bonuslåtar
1. "Guilty Pleasure" ( "It's Alright, It's Ok" officiell singel)
2. "Blame it on the beat" ( Singeln "Crank It Up)
3. "Time's up" (Singeln "Crank It Up")

### Livealbum
- 2007: High School Musical: The Concert

### Soundtracks
- 2006: High School Musical
- 2007: High School Musical 2
- 2008: High School Musical 3: Senior Year

### Turné
- 2006-2007: High School Musical: The Concert
- 2007: Headstrong Tour Across America

### DVD
- 2007: High School Musical: The Concert
- 2007: There's Something About Ashley är en dokumentär om arbetet kring albumet Headstrong. På DVD finns det bland annat 3 stycken musikvideor,"He Said, She Said", "Not Like That", och "Suddenly"

## Priser och nomineringar
| År   | Award                                          | Kategori                                                                       | Serie/Film/Album                   | Resultat  |
| ---- | ---------------------------------------------- | ------------------------------------------------------------------------------ | ---------------------------------- | --------- |
| 2001 | Young Artist Award                             | "Best Performance in a Television Comedy Series, Guest Starring Young Actress" | Boston Public                      | Nominerad |
| 2007 | Nickelodeon Kids' Choice Awards Storbritannien | "Best TV Actress"                                                              | The Suite Life of Zack and Cody    | Vann      |
| 2007 | Premios Oye!                                   | "International Breakthrough Artist"                                            | Headstrong                         | Nominerad |
| 2008 | Jetix Awards Tyskland                          | "Best Solo Singer"                                                             | Headstrong                         | Nominerad |
| 2008 | Nickelodeon Australian Kids' Choice Awards     | "Fave International TV Stars"                                                  | The Suite Life of Zack and Cody    | Nominerad |
| 2009 | UK Kermode Award Storbritannien                | "Best Supporting Actress"                                                      | High School Musical 3: Senior Year | Vann      |
| 2009 | MTV Movie Awards                               | "Breakthrough Performance Female"                                              | High School Musical 3: Senior Year | Vann      |
| 2009 | Teen Choice Awards                             | "Choice Best Actress: Music/Dance"                                             |                                    | Nominerad |
| 2009 | Teen Choice Awards                             | "Summer: Movie Star-Female"                                                    | Aliens in the Attic                | Nominerad |
| 2009 | Los Primeros MTV 2009                          | "Best New International Artist"                                                | Guilty Pleasure                    | Nominerad |

## Galleri

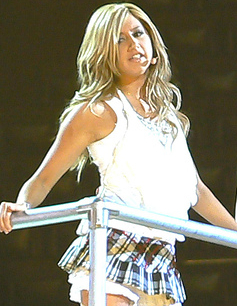
High School Musical: The Concert tour
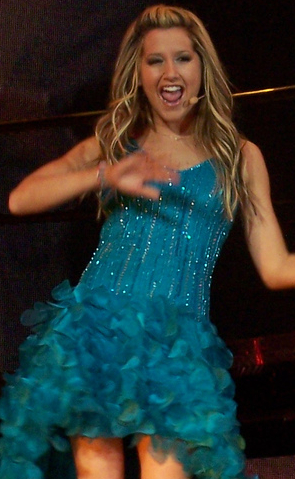
Bop to the Top
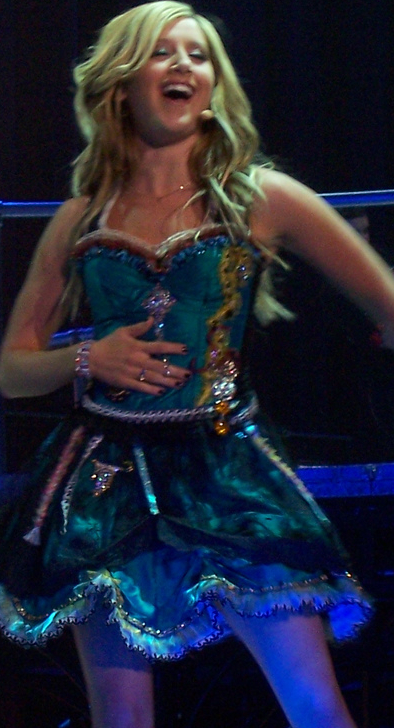
Tisdale framför Headstrong
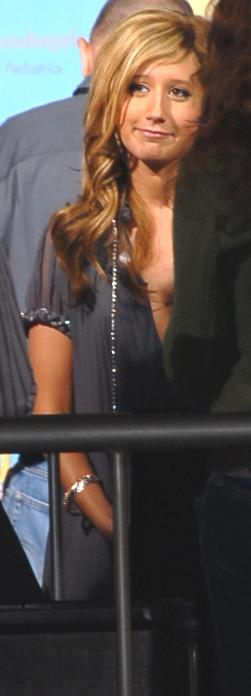
Tisdale under inspelningen av High School Musical 2